# Rhyncomya zernyana
Rhyncomya zernyana är en tvåvingeart som först beskrevs av Villeneuve 1926.  Rhyncomya zernyana ingår i släktet Rhyncomya och familjen Rhiniidae. Inga underarter finns listade i Catalogue of Life.